# The Outer Marker
The Outer Marker è l'album di debutto di Just Jack uscito nel 2002.

## Tracce
1. Let's Get Really Honest
2. Paradise (Lost & Found)
3. Lesson One
4. Snowflakes
5. Deep Thrills
6. Heartburn
7. Eye To Eye (feat. Sammy D)
8. Contradictions
9. Snapshot Memories
10. Triple Tone Eyes
11. Ain't Too Sad
12. Snowflakes (Cured By Temple Of Jay Mix)
13. Snowflakes (Dan The Automator Remix)